# 威爾遜·奧度比
威爾遜·沙治·艾歷·奧度比（法語：Wilson Serge Eric Odobert，2004年11月28日—）是一名法國職業足球運動員，司職進攻中場或左翼，現時效力英格蘭超級足球聯賽球會熱刺。

## 球會生涯

### 特魯瓦
奧多伯特是USF特里尔波（USF Trilport）和巴黎圣日耳曼的青訓產品，在俱樂部19歲以下球隊中表現出色後，2022年1月巴黎聖日耳曼向他提供了一份職業合同，但他拒絕了這項提議，並於2022年7月15日轉會至特魯瓦，簽訂了為期三年的合約。2022年8月7日，奧多伯特在特魯瓦以3-2輸給蒙彼利埃的比賽中完成了他的法甲職業首秀。8月28日，他在聯賽3-1戰勝昂熱的比賽中打進了他的第一個職業進球，成為特魯瓦歷史上第二年輕的聯賽進球者。

### 伯恩利
2023年8月12日，奧多伯特簽約英超俱樂部伯恩利。他在1-4負於切爾西的比賽中攻入個人首球，成為俱樂部歷史上最年輕的英超進球者。

### 熱刺
2024年8月16日，伯恩利和熱刺宣布已就奧多伯特的轉會達成協議。

## 國際賽生涯
奧多伯特擁有馬提尼克血統，也是法國青年國腳，曾代表法國U16和U18隊參賽。

## 职业生涯统计
最後更新：2024年8月15日
| 俱乐部   | 赛季     | 聯賽     | 聯賽 | 聯賽 | 国家杯 | 国家杯 | 联赛杯 | 联赛杯 | 欧洲賽 | 欧洲賽 | 總計 | 總計 |
| 俱乐部   | 赛季     | 層級     | 出場 | 入球 | 出場   | 入球   | 出場   | 入球   | 出場   | 入球   | 出場 | 入球 |
| -------- | -------- | -------- | ---- | ---- | ------ | ------ | ------ | ------ | ------ | ------ | ---- | ---- |
| 特魯瓦   | 2022–23  | 法甲     | 32   | 4    | 0      | 0      | —      | —      | —      | —      | 32   | 4    |
| 伯恩利   | 2023–24  | 英超     | 29   | 3    | 1      | 0      | 3      | 1      | —      | —      | 33   | 4    |
| 伯恩利   | 2024–25  | 英冠     | 1    | 1    | —      | —      | —      | —      | —      | —      | 1    | 1    |
| 伯恩利   | 總計     | 總計     | 30   | 4    | 1      | 0      | 3      | 1      | —      | —      | 34   | 5    |
| 热刺     | 2024–25  | 英超     | 0    | 0    | 0      | 0      | 0      | 0      | 0      | 0      | 0    | 0    |
| 生涯總計 | 生涯總計 | 生涯總計 | 62   | 8    | 1      | 0      | 3      | 1      | 0      | 0      | 66   | 9    |

1. ↑  包括英格蘭足總盃
2. ↑  包括英格蘭聯賽盃

## 荣誉

### 俱乐部
热刺
- 欧洲联赛冠軍：2024–25年

## 外部連結
- Soccerway資料庫：威爾遜·奧度比
- FFF profile （页面存档备份，存于）
- 威爾遜·奧度比－UEFA國際賽競賽紀錄